# Elizabeth Tweddle
Elizabeth Kimberly Tweddle (Joanesburgo, 1 de abril de 1985) é uma ex-ginasta da África do Sul que competiu pela Grã-Bretanha.
Aos dezoito meses, a ginasta mudou-se para a Inglaterra - quando seu pai foi transferido - e morou na cidade de Bunbury. Aos sete anos, Tweddle entrou para a ginástica, praticando em um clube local. Em 1994, foi nomeada para integrar o nacional júnior. Três anos mais tarde, a jovem mudou-se para para Liverpool, para treinar no Clube de Ginástica de Liverpool. Em 2001, aos dezesseis, venceu seu primeiro Campeonato Nacional. Beth foi medalhista de ouro no Campeonato Mundial e no Campeonato Europeu, ambos em 2006, nas barras assimétricas. Em seu país, é considerada a ginasta mais bem sucedida a competir, por ser a primeira a conquistar uma medalha de ouro em campeonatos internacionais de grande porte.
Seus aparelhos de melhor desempenho e resultados são as barras assimétricas

## Carreira
A primeira grande competição sênior de Elizabeth foi em 2001, no Campeonato Mundial de Ginástica Artística, no qual encerrou na 24º colocação no concurso geral e em décimo lugar por equipes. No ano seguinte, no Campeonato Europeu, Tweddle conquistou sua primeira medalha continental - um bronze nas barras assimétricas, em Patras, Grécia. Esta medalha não foi só a primeira para a ginasta, como a primeira da ginástica feminina britânica. No último campeonato do ano, o Commonwealth Games, Beth encerrou sua participação com duas medalhas de ouro - a primeira no individual geral e a segunda nas paralelas assimétricas - e uma medalha de prata, por equipes.
Em 2003, a ginasta conquistou a primeira medalha britânica em um Campeonato Mundial, de bronze, nas assimétricas. No ano posterior, novamente no Campeonato Europeu, Beth conquistou a segunda colocação nas barras e a quinta, junto à equipe nacional. No segundo semestre, a ginasta representou a Grã-Bretanha nos Jogos Olímpicos de Atenas, terminando na 11º posição por equipes e na 19º no individual geral. Encerrando o ano, na final da Copa do Mundo, em Birmingham, Tweddle conquistou a medalha de prata em seu melhor aparelho.
Beth passou a maior parte do ano de 2005 contundida e pouco pôde competir. Ainda assim obteve um bronze no Mundial de Melbourne e as medalhas de ouro nas barras assimétricas - uma em Ghent e outra em Glasgow - e no solo. Em 2006, Elizabeth conquistou todas as medalhas de ouro das assimétricas nos grandes campeonatos de que participou: Campeonato Mundial, Campeonato Europeu e duas etapas da Copa do Mundo, incluindo a final na cidade de São Paulo, Brasil.
Em 2007, Beth conquistou seu sétimo título nacional consecutivo. Mais tarde, no Mundial de Stuttgart, apesar da equipe britânica conquistar a vaga para as Olimpíadas de Pequim, a nação não subiu a nenhum pódio. Em novembro, no Grand Prix de Glasgow, mais uma medalha para a ginasta, de bronze, no solo.
No Campeonato Europeu do seguinte ano, Beth conquistou uma medalha de prata no solo e a quarta colocação nas barras assimétricas. No Campeonato Nacional, no entanto, a ginasta não pôde competir devido a uma lesão no tornozelo. Por fim, em agosto de 2008, Tweddle competiu machucada nos Jogos de Pequim e qualificou-se para a final das assimétricas, encerrando sua participação nos Jogos com a quarta posição, com pontuação de 16,625, 0,100 atrás da campeã He Kexin. Em 2009, o primeiro confronto internacional de grande porte fora o Campeonato Europeu, realizado em Milão. Nessa edição, a ginasta esteve presente em duas finais por aparelhos, saindo-se vitoriosa em ambas. Nas barras assimétricas, nota 15,575, 0,075 a frente da campeã anterior, Ksenia Semenova. Já no solo, a atleta superou a italiana Vanessa Ferrari e a russa Semenova. Na competição seguinte, a Copa do Mundo de edição realizada em Glasgow, Tweddle repetiu a campanha do Europeu e conquistou o ouro no solo e nas paralelas assimétricas. No fim de junho de 2009, deixando de participar do Campeonato Nacional, o qual venceu por sete vezes, Tweddle competiu na  Universíada de Verão de Belgrado, na qual classificou-se nas finais do solo e das barras assimétricas, e encerrou participação com a medalha de ouro em ambos. Nessas mesmas duas provas, a atleta tentou vaga na final do Mundial de Londres, o seu quinto, disputado em outubro. Uma queda na fase classificatória, retirou suas possibilidades de final nas assimétricas e Beth atingiu somente a qualificação para o solo. Neste aparelho, disputado contra Lauren Mitchell e Rebecca Bross, conquistou a medalha de ouro.
Abrindo o calendário competitivo de 2010, Tweddle disputou a etapa de Paris da Copa do Mundo. Nela, conquistou o ouro nos exercícios de solo, ao somar 15,025 pontos. Na seguinte final, a das barras, terminou com a prata, ao não superar em nota, a chinesa He Kexin.

## Principais resultados
| Ano  | Evento                                    | AA  | Equipe           | Salto sobre o cavalo | Trave             | Barras assimétricas | Solo             |
| ---- | ----------------------------------------- | --- | ---------------- | -------------------- | ----------------- | ------------------- | ---------------- |
| 2002 | Campeonato Europeu                        |     |                  |                      |                   | Medalha de bronze   |                  |
| 2003 | Campeonato Mundial de Ginástica Artística |     |                  |                      |                   | Medalha de bronze   |                  |
| 2003 | Copa do Mundo – Paris                     |     |                  |                      |                   | Medalha de prata    |                  |
| 2003 | Copa do Mundo – Cottbus                   |     |                  |                      |                   | Medalha de ouro     |                  |
| 2003 | Copa do Mundo – Glasgow                   |     |                  |                      | Medalha de bronze | Medalha de ouro     |                  |
| 2004 | Jogos Olímpicos                           | 19º |                  |                      |                   |                     |                  |
| 2004 | Campeonato Europeu                        |     |                  |                      |                   | Medalha de prata    |                  |
| 2004 | Copa do Mundo – Birmingham                |     |                  |                      |                   | Medalha de prata    |                  |
| 2005 | Copa do Mundo – Glasgow                   |     |                  |                      |                   | Medalha de ouro     | Medalha de ouro  |
| 2005 | Copa do Mundo – Ghent                     |     |                  |                      |                   | Medalha de prata    |                  |
| 2005 | Campeonato Mundial de Ginástica Artística | 4º  |                  |                      |                   | Medalha de bronze   |                  |
| 2006 | Campeonato Mundial de Ginástica Artística | 8º  |                  |                      |                   | Medalha de ouro     | 6º               |
| 2006 | Copa do Mundo – Glasgow                   |     |                  |                      |                   | Medalha de ouro     |                  |
| 2006 | Campeonato Europeu                        |     | 7º               |                      |                   | Medalha de ouro     |                  |
| 2006 | Copa do Mundo – São Paulo                 |     |                  |                      |                   | Medalha de ouro     | Medalha de prata |
| 2007 | Campeonato Mundial de Ginástica Artística | 11º | 7º               |                      |                   | 4º                  | 7º               |
| 2007 | Copa do Mundo – Glasgow                   |     |                  |                      |                   |                     | Medalha de ouro  |
| 2007 | Campeonato Europeu                        |     |                  |                      |                   |                     | Medalha de prata |
| 2008 | Campeonato Europeu                        |     | 6°               |                      |                   | 4°                  | Medalha de prata |
| 2008 | Jogos Olímpicos                           |     |                  |                      |                   | 4º                  |                  |
| 2009 | Campeonato Europeu                        |     |                  |                      |                   | Medalha de ouro     | Medalha de ouro  |
| 2009 | Copa do Mundo – Glasgow                   |     |                  |                      |                   | Medalha de ouro     | Medalha de ouro  |
| 2009 | Campeonato Mundial de Ginástica Artística |     |                  |                      |                   |                     | Medalha de ouro  |
| 2010 | Copa do Mundo – Paris                     |     |                  |                      |                   | Medalha de prata    | Medalha de ouro  |
| 2010 | Campeonato Europeu                        |     | Medalha de prata |                      |                   | Medalha de ouro     | Medalha de ouro  |
| 2010 | Campeonato Mundial de Ginástica Artística |     |                  |                      |                   | Medalha de ouro     |                  |
| 2011 | Campeonato Europeu                        |     |                  |                      |                   | Medalha de ouro     | 4º               |
| 2012 | Jogos Olímpicos                           |     | 6°               |                      |                   | Medalha de bronze   |                  |